# Xipiu cella-roig
El xipiu cella-roig (Microspingus erythrophrys) és un ocell de la família dels tràupids (Thraupidae).

## Hàbitat i distribució
Habita boscos i zones amb matolls dels Andes del centre i sud-est de Bolívia i nord-oest de l'Argentina.